# Museo de la Policía de la Ciudad de Nueva York
El Museo de la Policía de la Ciudad de Nueva York, anteriormente conocido como First Police Precinct Station House, es un museo histórico ubicado en Nueva York, estado de Nueva York. Se encuentra inscrito como un Hito Histórico Neoyorquino en la Comisión para la Preservación de Monumentos Históricos de Nueva York, al igual que en el Registro Nacional de Lugares Históricos desde el 29 de octubre de 1982.

## Ubicación
El First Police Precinct Station House se encuentra dentro del condado de Nueva York en las coordenadas 40°42′12″N 74°00′31″O / 40.703333, -74.008611.